# Overath
För andra betydelser, se Overath (olika betydelser).
Overath är en stad i Rheinisch-Bergischer Kreis i Regierungsbezirk Köln i förbundslandet Nordrhein-Westfalen i Tyskland.